# I. Edgár angol király

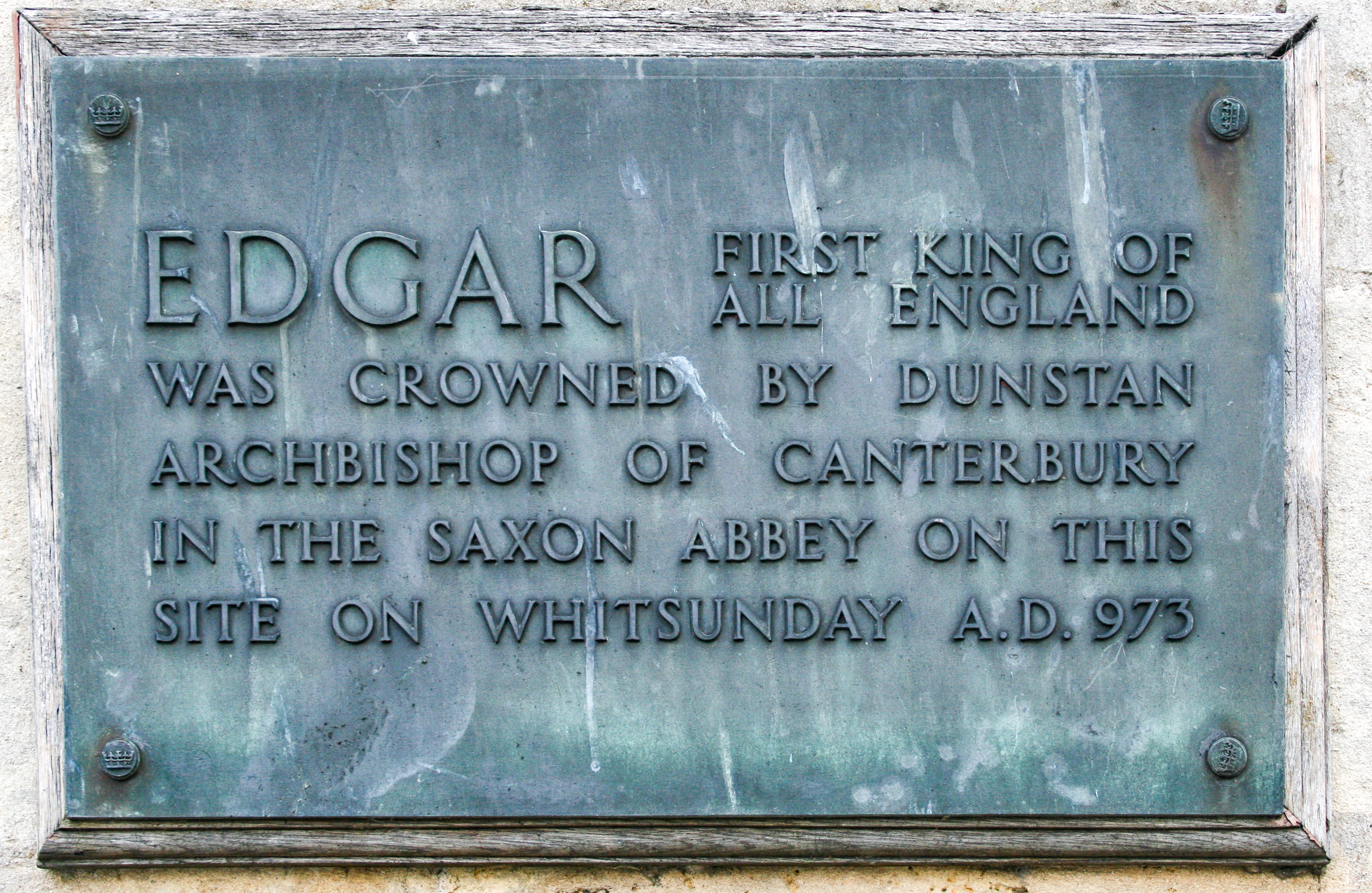
Edgar koronázásának emléktáblája a bathi apátsági templom oldalán

Békés Edgar, óangol alakjában Eadgar, (943 – 975. július 8.), Anglia királya 959 és 975 között.  
I. Edmund fiatalabb fia volt. A Békés jelzőt használják neve előtt, de a valóságban bátyjánál, Eadwignél keményebben vezette az országot. Tőle már életében, 958-ban megszerezte Northumbriát és Merciát. Hivatalosan Eadwig halála után, 959-ben lett Anglia királya. Ő nevezte ki Dunstant Canterbury érsekévé, aki később életvitele miatt megtagadta a koronázást. Ez egy diszkrét jelzés a népszerűsített történelemben arra, hogy Edgar szeretője, Wulfthryth, wiltoni apáca 961-ben lánygyermeket szült neki. Dunstan végig a király tanácsnoka volt.
Edgar uralkodása az angolszász királyság egyik legbékésebb időszaka volt, s ekkor élte a szász királyság fénykorát. Bár már előtte is több királyt hívnak Anglia megalapítójának, mégis az ő időszaka alatt vált egységes egésszé a terület. Edgar uralkodásának a végére kevés esélye volt már csak annak, hogy az országrészek ismét visszavonuljanak, s külön életet éljenek, mint Edwy uralkodásának a végén.
Uralkodását gyakran összekapcsolják a Szerzetesi Reformmozgalommal, amit Dunstan, Aethelwold és Oswald idején érte el csúcspontját. A mozgalom méretéről és fontosságáról az akadémikusok még mindig vitatkoznak.
Edgart 973-ban Bath-ban koronázták meg. Ez nem az eddig megszokott beiktatás volt, hanem birodalmi ceremónia, aminek megszervezése rengeteg időbe és diplomáciai megbeszélésbe került. A koronázás menetét Dunstan dolgozta ki, s a mai napig hasonlóképpen történik a brit uralkodók koronázása. A szimbolikus koronázás egy fontos lépés volt. Nem sokkal a koronázás után Chesterben Britannia hat királya és a skót király is tiszteltét tette nála. Kifejezték, hogy szeretnének Edgar hűbéresei lenni. Edgar halálától a normann hódításig nem egyszerű öröklés szerint váltották egymást a királyok. Edgar 975. július 8-án Winchesterben halt meg 31 éves korában, s Glastonburyben temették el. Edgar halála az angolszász Anglia végét is jelenti, mert a 11. században ezen a területen három ország, 2 dán és egy viking volt.
Uralkodásáról a Tolnai Világtörténelme című könyv a következőket írja:

## Gyermekei
- Edgár először Szent Wulfridától[4] (945 k. – 1000) egy leányt nemzett:
  - Wiltoni Szent Eadgyth[4] (961 – 984. szeptember 16.)
- Első feleségétől, Æthelflædtől[4] (? – 962), akivel 961-ben[4] házasodott össze, egy fiú született:
  - II. Eduárd[4] (962/963 – 978. március 18.)
- Második felesége, Ælfthryth[4] (945 k. – 1002 novembere) – akivel 964/965-ben[4] házasodott össze – két gyermeket szült férjének:
  - Eadmund[4] (965 – 970/972)
  - II. Ethelred[4](968 – 1016. április 23.)